# Kássia Franco
Kássia Franco é uma apresentadora de televisão, cantora e atriz brasileira. 
Kássia foi por muito tempo apresentadora de programas televisivos e cantora. Atualmente faz parte da empresa Abyara Brookers e apresenta dois programas na TV Guarulhos, chamados Cidade em Debate e Jornal Brasil. O primeiro tem formato jornalístico e recebe personalidades da região, mostrando um lado mais sério de Kássia; o segundo possui um formato informativo e mostra o trabalho realizado em canais comunitários de todo o Brasil. A apresentadora também é diretora geral da emissora, fazendo da TV Guarulhos uma referência de comunicação regional.

## Carreira televisiva
Kássia Franco estreou na televisão brasileira em 2002 como assistente de palco de Daltro Cavalheiro no programa "Alegria Alegria" da RedeTV!. Foi então que surgiu o quadro "Relaxa Brasil", em que Kássia fazia relaxamentos e ginásticas. O quadro foi um grande sucesso e rendeu a Kássia a apresentação total do programa, ainda ao lado de Daltro.
"Alegria Alegria" foi o primeiro programa solo de Kássia Franco na televisão e estreou em 2002. O cenário era cheio de cores e efeitos especiais. O programa recebia artistas alternativos e tinha um estilo peculiar e musical. Um tempo depois de sua estréia solo, Kássia reformulou o conteúdo da atração. A popularidade do "Alegria Alegria", que era exibido nas madrugadas da RedeTV! todos os sábados, era relativamente alta para o horário, chegando a 3 pontos de audiência.
Em 2003 o "Alegria Alegria" foi reformulado e passou a se chamar "Alegria Total". O programa era independente e o cenário ganhou o estilo e a cara da apresentadora, sendo confeccionado por Kássia e sua equipe. Havia várias fotos e algumas paredes cobertas por papelões patinados de azul e branco. Kássia entrava no palco através de uma porta que parecia e tinha como base um guarda roupas e dançava suas coreografias. A partir de então o programa passou a liderar a audiência do horário. A RedeTV! alcançava média de 6 pontos com o programa "Alegria Total". O formato do programa era interativo, com platéia e vários quadros musicais e de entrevistas. Kássia também realizava matérias e danças.
Com a alta popularidade do "Alegria Total" o nome novamente foi alterado para "Kássia Franco". O "Programa Kássia Franco" era idêntico ao "Alegria Total", recebendo artistas de sucesso nacional e exibindo os clipes da apresentadora.
Em 2004 Kássia mudou da RedeTV! para a TV Gazeta e passou a apresentar os programas nas tardes de domingo da emissora. O programa começava às 17:30 da tarde e chamou atenção por continuar com o mesmo cenário de quando era exibido na RedeTV!. Na TV Gazeta a audiência de Kássia diminuiu significativamente, passando a ter uma média de um a dois pontos, o que é considerado bom para a emissora. O programa de Kássia na TV Gazeta durou até o ano de 2005.
Os programas de Kássia contavam com musicais variados e para todos os tipos de público. O quadro mais famoso do programa, que inclusive virou uma referência da atração era o chamado 'Chá Das Seis', em que grandes acontecimentos entravam no ar. Kássia Franco marcou a TV brasileira por trazer um formato popular e original, tornando-se uma das melhores e mais conhecidas apresentadoras do país. Kássia foi considerada um fenômeno de simpatia e tinha o estilo de apresentar inspirado nos anos 80. Embora tivese uma relativa alta popularidade, a apresentadora recebia críticas pelo conteúdo de seus programas, classificados como 'trash'. Apesar das críticas, Kássia disse que não se importava, pois eram uma maneira de divulgação de seu trabalho.
Em 2005 a apresentadora foi contratada pela emissora RBI e começou a apresentar o programa evangélico "Pray Mix", exibido aos Sábados e Domingos às 23h. O programa que recebeu no nome de Pray, que significa oração em inglês, era direcionado ao público evangélico e tinha dois formatos. Aos sábados com entrevistas e debates de temas atuais e musicais. Aos domingos, Kássia apresentava o concurso de calouros que revelou novos talentos musicais do mundo gospel, segmento tão crescente no país.
Em 2014 Kássia retornou com um programa chamado "Cidade Em Debate", exibido pela Tv Guarulhos. O programa trouxe um novo perfil da apresentadora. que assume uma postura séria e jornalística. Kássia aborda temas que impactuam na região e recebe personalidades para entrevistas. O programa possui utilidade publica e informativa. "Cidade Em Debate" obteve um grande sucesso e aceitação pelo público.
Com o sucesso do programa Cidade Em Debate, Kassia ganhou em 2015 mais uma atração de sucesso, intitulada "Sua Viagem". O programa mostra diversos roteiros de viagens pelo Brasil, com dicas e sugestões para todos os viajantes.
Desde 2017 também apresenta o Jornal Brasil, um produto nacional lançado pela ABCCOM – Associação Brasileira dos Canais Comunitários, que mostra as trabalhos de canais comunitários de todo o país.
Kássia Franco é dona de uma trajetória de sucesso na televisão brasileira, chamando atenção por ser uma figura simpática e popular e recebendo em 2004 o prêmio ‘Mara em Destak’.
Kássia também atuou como figurante e papéis pequenos em algumas novelas da Rede Globo, SBT e Rede Record.
Tem sua própria produtora chamada Kássia Franco Produções, que atua em diversas áreas, e sua rede de empresas Kássia Franco Empresas. Em 2009, Kássia Franco recebeu o reconhecimento do "Troféu Marketing e Negócios" e entregou prêmios durante o cerimonial.

## Carreira musical
A carreira musical da Kássia Franco começou em 2000, quando ela ainda era radialista. 
Kássia já lançou um total de 13 álbuns de estúdio e duas coletâneas, todos de forma independente pela Porongô Records e Paz E Vida Estúdios. Em 2011 migrou do estilo pop, dançante e sertanejo para o gospel, também cantando em corais religiosos. Fez diversas turnês de sucesso, lançou clipes icônicos e singles que se tornaram hits.
O último álbum de sua carreira foi lançado em 2013, um coletânea de sucessos, quando ela deixou a carreira de cantora para se focar em outros projetos.
Já cantou em português, inglês, espanhol e guarani. Mas chamou atenção por fazer neologismos e criar palavras e ritmos diferentes, algo que futuramente se arrependeu por motivos religiosos e apagou de sua história.
Ao todo, em sua carreira como cantora, Kassia vendeu mais de 28 milhões de álbuns e colocou mais de 15 musicas em primeiro lugar nas paradas mais importantes.
Recebeu certificações de ouro, platina e diamante, rompendo fronteiras e levando sua música para outros países, como Panamá, Argentina, Paraguai, Uruguai, México, Guianas, Estados Unidos, Canadá e todo o continente europeu.

## Discografia
- 2000: Kassiê Pagamê
- 2001: Porongô Kassial
- 2002: Relaxa Brasil
- 2003: Alegria Alegria
- 2004: Alegria Total
- 2005: Alegriê Kassiê
- 2006: Kassiambada
- 2007: Verde Alegre
- 2009: Dominando Geral
- 2010: Kassialém – Jerû Jirê
- 2011: Alegria: Sem Final (Coletânea)
- 2011: Em Tua Glória, No Teu Poder
- 2012: Paz E Vida
- 2013: Mexerica: O Melhor De Kássia Franco (Coletânea)

## Singles
- 2000: Ritmo K
- 2000: Kassiangá (Escravos De Ká)
- 2000: Pagamê
- 2000: A Batukada (Batukê Batukê)
- 2000: Komisaûeba
- 2000: Kássique
- 2001: Porongô
- 2001: A Minha Galera
- 2001: O Conto Do Quiriri
- 2001: Kátiká Mákitá
- 2001: Eletrika
- 2001: Iê Iê Kati Kassiá
- 2002: Relaxa Brasil (Relaxa!)
- 2002:  GinástiKá
- 2002:  Aventuras No Deserto
- 2002:  Não Vá Sem Mim
- 2002:  Tampelemí
- 2003:  Alegria Alegria
- 2003: Kássia Franco E Você
- 2003: Um Mar De Alegrias
- 2003: Maueba Lê Ká
- 2003: Luar De Mel
- 2003: I Wanna Make You Happy
- 2004: Alegria Total
- 2004: Lugar Sem Chão (Terras Alegres)
- 2004: Tamboriquin Da Kássia
- 2004: Shake Kássia (Shakássia)
- 2004: Na Estrada Da Vida
- 2005: Alegriê Alegriô (Kassiê, Kassiô)
- 2005: O Poder Do Urucum
- 2005: Estrela Kadente
- 2005: Não Deixe A Alegria Partir
- 2005: Campos Verdes
- 2005: My Pray
- 2006: Kassiambada (Vamos A Kassiar)
- 2006: Planta Sagrada
- 2006: La Bella Luna
- 2006: Cigana
- 2006: Conheço O Sertão
- 2007: Eres Tu
- 2007: Everybody [Eres Tú Remix]
- 2007: A Praia Da Kássia
- 2007: A Praia da Kássia [My Paradise Macarenado]
- 2007: Mistério (Ala-La-Oh)
- 2007: Ritmo Do Prazer
- 2008: Dominatrix
- 2009: Loucura Loucura
- 2009: É Toda Boa
- 2009: El Parque Kassiado
- 2010: Foi Você Quem Trouxe
- 2010: Liga Pra Mim (Kiss Tell Me)
- 2010: Bumbumloê (Shake Your Butt Danse)
- 2010: Já Me Acostumei
- 2010: Mambo Italiano A Mucharella Tarantella (Apertadinho)
- 2011: Verão Summer Samba (Adicionante, Aconchegante)
- 2011: Sem Final
- 2011: Em Tua Glória, No Teu Poder
- 2011: Restaura
- 2011: Eu Te Encontrei
- 2012: Um Guiador
- 2012: Paz E Vida
- 2012: Ele Virá
- 2012: Mais Uma Ovelha
- 2012: Meu Salvador

## Programas de televisão
| Ano       | Programa               | Periodicidade    | Emissora            |
| --------- | ---------------------- | ---------------- | ------------------- |
| 2002-2003 | Alegria Alegria        | Sábado           | RedeTV!             |
| 2003-2004 | Alegria Total          | Sábado           | RedeTV!             |
| 2004-2005 | Programa Kássia Franco | Sábado           | RedeTV!             |
| 2005      | Programa Kássia Franco | Domingo          | TV Gazeta           |
| 2005-2007 | Pray Mix               | Sábado e Domingo | RBI                 |
| 2015      | Sua Viagem             | Sábado           | TV Guarulhos        |
| 2014-2018 | Cidade Em Debate       | Diário           | TV Guarulhos        |
| 2017-2018 | Jornal Brasil          | Diário           | TV Guarulhos/ABCCOM |